# Church of Your Heart
Church of Your Heart – singel szwedzkiego duetu Roxette. Został wydany w lutym 1992 r. jako piąty promujący album Joyride.

## Utwory
- Church of Your Heart
- I Call Your Name
- Soul Deep (Tom Lord-Alge Remix)
- Roxette Megamix